# Bursalı Mehmet Tahir Bey
Bursalı Mehmed Tahir Bey (1861 Bursa – 1925 Istanbul) byl turecký spisovatel, objevitel a voják, známý především díky jeho biografii a bibliografii osmanských autorů, encyklopedii, která je dodnes zdrojem veškeré osmanské literatury.

## Biografie
Narodil se v Burse v roce 1861. Připojil se k osmanské armádě, aby mohl splnit své závazky státu. V letech 1908–1912 byl členem osmanského parlamentu. Zemřel v Istanbulu v roce 1925.